# Bart PE
Bart's Preinstalled Environment, nebo zkráceně Bart PE je Live CD operačního systému Microsoft Windows XP, nebo Windows Server 2003.
Bart PE umožňuje uživateli bootovat operační systém Windows XP/Windows Server 2003 z disku CD-ROM bez ohledu na stav operačního systému na pevném disku. To znamená, že uživatel může například obnovit data z nefunkčního systému, nebo vynulovat heslo administrátora.
Uživatel může vytvořit vlastní instalaci Bart PE za pomoci instalačního disku operačního systému a programu PE Builder, který vytvořil Bart Lagerweij. PE Builder již není oficiálně nabízen ke stažení na stránkách autora. Místo něj lze použít například linuxovou distribuci KNOPPIX, Slax anebo komerční variantu AOMEI PE Builder.

## Bart PE vs. Windows Preinstallation Environment
Bart PE je podobný Windows Preinstallation Environment ale je zde několik odlišností:
- Bart PE není dodáván ani podporován firmou Microsoft. WinPE je oficiální produkt této firmy.
- Nástroje pro tvorbu Bart PE jsou freeware. WinPE 1.x je dostupný pro OEM partnery Microsoftu a zákazníky Microsoft Software Assurance. WinPE 2.x je volně dostupný.
- Bart PE dovoluje neomezené množství pluginů. WinPE má v tomto směru pouze omezené možnosti.
- Bart PE používá 'Start Menu' založené na XML pod názvem nu2menu, které vyvolává základní funkce; Windows PE má pouze konzoli bez GUI.
- Bart PE je určen spíše pro opravu stávajícího systému nebo jako alternativní bezpečný operační systém (běží z CD). Windows PE je od počátku zaměřen na zjednodušení nasazení systémů Windows.
- Bart PE si musí uživatel sám vyrobit ze svého instalačního média, což může přinášet jisté problémy v případě nezkušenosti uživatele. Windows PE je dodáván jako hotový produkt.
- Bart PE je založen na Windows XP Professional/Windows Server 2003. Nástroj není dále vyvíjen a jeho funkcionalita je na úrovni Windows PE 1.5/1.6 pouze s podporou 32bitové platformy. Windows PE od verze 2.0 podporuje 64bitovou platformu a je dále vyvíjen a podporován.